# Шахта «Полтавська»
ДП "Шахта «Полтавська». Входить до ВО «Орджонікідзевугілля». Розташована у місті Юнокомунарівськ, Єнакієвської міськради, Донецької області.
Стала до ладу у 1956 р. Фактичний видобуток 1129/658 т/добу (1990/1999). У 2003 р. видобуто 218 тис.т вугілля.
Максимальна глибина 477 м (1990–1999). У 1990/1999 р. розроблялися пласти сер. потужністю 0,92/1,15 м, кути падіння 60/40°.
Кількість працюючих: 1792/1426 осіб, в тому числі підземних 1091/851 осіб (1990/1999).
Адреса: 86494, м. Юнокомунарівськ, Донецької обл.